# Termopar
Termočlen (têrmočlén ali têrmoelemènt) je sklenjen električni krog iz dveh različnih vodnikov, po katerem steče električni tok, če sta na spojnih mestih različni temperaturi. Termopari se veliko uporabljajo v elektroniki kot temperaturna zaznavala. Lahko se uporabljajo tudi za pretvorbo razlike toplotnega potenciala v razliko električnega potenciala. Glavna omejitev je natančnost. Sistemske napake manjše kot 1 °C je težko doseči. Toka v električnem krogu ni, če je na spojnih mestih enaka temperatura. Termopare uporabljamo tudi kot termometre. Spojno mesto termoparov je zelo majhno, kar je ugodno. Termopar ima majhno toplotno kapaciteto in ga je moč uporabljati na širokem temperaturnem območju, na primer pri segrevanju kovin.
Thomas Johann Seebeck je leta 1821 po naključju odkril, da kadar je vodnik (kot je na primer kovina ali polprevodnik) podvržen temperaturnemu gradientu, se bo v njem pojavila električna napetost. Ta pojav je kot eden od termoelektričnih pojavov znan kot Seebeckov pojav. Seebeck je odkril tudi, da se je igla v kompasu odklonila, če je bila v bližini zanka iz dveh kovin s temperaturno razliko na spojih. To je zaradi tega ker se kovini na temperaturno razliko odzoveta različno, kar povzroči električni tok in ta magnetno polje. Gonilna napetost v termoparu je sorazmerna s temperaturnim gradientom ΔT, če je dovolj majhen:
{\displaystyle U=\alpha \Delta T\,\!,}
kjer je {\displaystyle \alpha } koeficient termoelektrične napetosti, koeficient termonapetosti, Seebeckov koeficient, termomoč ali termoelektrična moč (angleško thermopower, thermoelectric power). Napetost bo tako enaka: 
{\displaystyle U=\int _{T_{1}}^{T_{2}}\left[\alpha _{\mathrm {B} }(T)-\alpha _{\mathrm {A} }(T)\right]\,dT\,\!.}
{\displaystyle \alpha _{\mathrm {A} }} in {\displaystyle \alpha _{\mathrm {B} }} sta koeficienta termonapetosti vodnikov A in B, T1 in T2 pa temperaturi na spojih. Koeficienti termonapetosti niso linearni in so odvisni od vodnikove absolutne temperature, materiala in molekulske zgradbe. Če sta koeficienta termonapetosti konstantna za merjeno temperaturno območje, je enačba preprostejša:
{\displaystyle U=(\alpha _{\mathrm {B} }-\alpha _{\mathrm {A} })(T_{2}-T_{1})\,\!.}